# Oorlogskruis (Frankrijk)
Het Oorlogskruis, Frans: Croix de guerre, is een Franse onderscheiding voor moed die op 8 april 1915, in het tweede jaar van de Eerste Wereldoorlog, voor het eerst werd ingesteld. Deze onderscheiding wordt ook aan eenheden van het leger, de vloot en de luchtmacht en aan de in een dagorder individueel vermelde militairen uitgereikt. In 1921 en in de Tweede Wereldoorlog werden er nieuwe Franse Oorlogskruisen gesticht. De onderscheiding is zo beroemd dat men de naam meestal onvertaald laat.
Andere landen hebben het Franse voorbeeld gevolgd, zo heeft het Koninkrijk België een "Oorlogskruis" dat in het drietalige land ook "Croix de Guerre" en "Kriegskreuz" heet. Ook Luxemburg stelde tweemaal een Oorlogskruis in.
Franse Republiek
- Het Oorlogskruis 1914 - 1918 (Croix de Guerre) 1915
- Het Oorlogskruis 1939 - 1945 (Croix de Guerre) 1939
- Het Oorlogskruis voor Krijg buiten Frankrijk (Croix de Guerre des Théâtres d'Opérations Extérieurs) 1921

De Franse Republiek van Vichy
- Het Oorlogskruis van de Vichy-regering, na de oorlog het "Croix de Guerre de Vichy" genoemd, uit 1941.[1]
- Het Oorlogskruis van Generaal Giraud, het "Croix de Guerre Giraud" of "Croix de Guerre d’Alger".[1] 1943
- Het Oorlogkruis voor het Franse Vrijwilligerslegioen,[2] het "Croix de Guerre des Volontaires Français".[1] 1941?

## Geschiedenis
De hevige gevechten van 1914 en 1915 maakten dat er behoefte ontstond aan een nieuwe onderscheiding naast het Legioen van Eer en de Medaille Militaire. Ook een draagteken voor de in dagorders genoemde militairen en eenheden ontbrak.
Het parlementslid Maurice Barrès kwam, na een gesprek met generaal Boëlle, commandant van het IVe legerkorps, in de pers met het idee van een nieuwe onderscheiding die "op het slagveld door de bevelhebber aan de dapperste soldaten zou moeten worden uitgereikt".
Op 23 december 1914 werd een initiatiefwetsvoorstel ingediend. De tekst sprak over een "Médaille de la Valeur Militaire" die aan individuele eervolle vermeldingen moest herinneren.
Een lid van de Vaste Kamercommissie voor het Leger, commandant Émile Driant stelde op 4 februari voor om een orde, het "Croix de Guerre" in te stellen dat beslist niet mocht worden gebruikt voor jubilea zoals dat bij de Medaille Militaire en het Erelegioen het geval was.
Dit voorstel werd op 4 februari 1915 unaniem aangenomen en op 8 april 1915 werd het wet.
De wet voorzag in een werking met terugwerkende kracht. Alle eervolle vermeldingen sinds augustus 1914 gaven recht op de decoratie. Ook collectieve vermeldingen van eenheden, ter zee en op het land, gaven recht op het Croix de Guerre dat dan als vaandeldecoratie aan een vaandel werd gebonden. De militairen die in die eenheid dienstdeden, en hun opvolgers, dragen dan een fourragère. Militairen die in een eenheid dienden ten tijde van de eervolle vermelding bleven deze nestel dragen, ook wanneer zij overgeplaatst werden.
Twee of drie eervolle vermeldingen herkende men tot 1940 aan een groene-rode gevlochten fourragère, vier of vijf eervolle vermeldingen leverden een gevlochten geel-groen-rode nestel op. Zes tot acht bracht vlechtwerk in de kleuren rood-groen-rood en negen tot elf vermeldingen herkent men aan de kleuren rood en groen met een witte ring.
Alleen Franse eenheden dragen deze nestel nog op de schouder maar ze zijn ook door 434 Amerikanen, persoonlijk gedecoreerd met het kruis, gedragen. De adjudanten-generaal van de Verenigde Staten en Frankrijk dragen ook de rood-groene nestels.
Amerikaanse eenheden die het Croix de Guerre ontvingen zijn:
- 5th US Marine Regiment (tweemaal, beiden met palm)
- 23rd Infantry Regiment Second Division, U.S. A.E.F.(driemaal, steeds met palm)

Het kruis wordt met een vastgesteld ceremonieel, op tien passen van de Franse vlag, uitgereikt met de woorden "Au nom du ministre de la Défense, nous vous décernons la croix de guerre 1914-1918 pour les motifs suivants..." waarop de overweging voor het toekennen wordt voorgelezen. De decoratie wordt dus niet "in naam van de Franse Republiek" uitgereikt maar uit naam van een minister.
Nadat een militair tijdens de Eerste Wereldoorlog eervol was vermeld en deze vermelding in de Franse Staatscourant, de "Journal officiel" was afgedrukt werd een diploma opgemaakt met de wapenfeiten en de personalia. Deze diploma's werden vaak nog voordat de decoratie zelf werd uitgereikt aan de gedecoreerde militairen opgestuurd. Ook de nabestaanden kregen, wanneer de militair sneuvelde of stierf, een diploma.

De gedecoreerde steden en regimenten kregen ook diploma's. Er zijn tal van modellen, allen naar de smaak van die tijd met vlaggen en nationale symbolen versierd, bekend.
In de Tweede Wereldoorlog en voor latere conflicten werden ook diploma's gedrukt.
De onderscheiding wordt niet postuum verleend, mocht een gedecoreerde militair sneuvelen of sterven voordat het kruis uitgereikt kon worden dan krijgen zijn oudste zoon of dochter, zijn weduwe, vader, moeder, oudste broer of zus, in die precieze volgorde, het kruis uitgereikt.
Wanneer men zich nog voor de uitreiking oneervol gedragen heeft, wordt het kruis niet uitgereikt. Wie zijn Franse nationaliteit verliest of een zware dan wel onterende straf waaronder degradatie krijgt opgelegd, verliest zijn kruis.
Toen de sinds de zomer van 1917 in Frankrijk vechtende Amerikaanse troepen in 1918 een doorbraak aan het Westelijk front forceerden was er nog geen passende Amerikaanse onderscheiding beschikbaar. Velen van hen ontvingen daarom een Croix de Guerre.
Tijdens de Eerste Wereldoorlog en in de periode tot 18 oktober 1921 werden 2 065 000 Croix' de Guerre verleend. Men kreeg het kruis om een van de volgende redenen:
- Franse en geallieerde militairen ontvingen het kruis wanneer zij voor krijgsdaden ("pour fait de guerre") individueel eervol vermeld werden door hun commandant.[13]
- Burgers en militair personeel, eveneens wanneer zij individueel eervol vermeld werden door hun commandant
- Wanneer het Legioen van Eer of de Medaille Militaire voor een heldendaad[14] wordt toegekend. Dan is er immers ook sprake van een, eervolle, vermelding in de Franse Staatscourant.
- Franse en geallieerde militairen ontvingen het kruis als collectief of als bemanning wanneer eenheid of schip eervol vermeld werd door hun commandant.
- De martelaar-steden en -dorpen, in het Frans "villes et villages martyrs" geheten, konden vanwege hun verwoesting, plundering of beschieting een Croix de Guerre ontvangen. Een kruis krijgt dan een plaats in het gemeentewapen. 2952 verwoeste steden en dorpen in Frankrijk en België ontvingen het Franse Oorlogskruis. In alle gevallen met de palm op het lint.

Anders dan het parlement in 1915 beoogde is het Croix de Guerre geen ridderorde geworden. Het heeft geen kanselier of "grote raad" zoals de Franse orden en de dragers zijn geen "Chevaliers" of ridders maar enkel "Décoré de la Croix de Guerre 1914-1918". Frankrijk maakt een scherp onderscheid tussen ridderorden, kruisen, decoraties en medailles. Zo wordt de bijzondere status van het Legioen van Eer onderstreept. Voor de later ingestelde oorlogskruisen geldt op basis van dezelfde bepaling dat men "Décoré de la Croix de Guerre 1939-1945" of "Décoré de la Croix de Guerre des T.O.E." is. Het zonder recht dragen van kruisen, insignes die daarop lijken of het gebruiken van deze titel is strafbaar.
Over de precieze schrijfwijze van de decoratie is men het nooit eens geworden. De wet van 1915 spreekt van "la Croix de Guerre" maar "Croix de guerre" komt voor. Internationaal is het gebruikelijk om bij decoraties alle zelfstandige naamwoorden in de naam met een hoofdletter te schrijven.

## Kenmerken

### De sterren en palmen op het lint
Op het lint worden sterren en palmen bevestigd om aan te duidden wie de eervolle vermelding heeft opgesteld.
- De bronzen ster laat zien dat men door de bevelhebber van zijn regiment is vermeld.
- De zilveren ster laat zien dat men door de bevelhebber van zijn divisie is vermeld.
- De verguld zilveren ster laat zien dat men door de bevelhebber van zijn legerkorps is vermeld.
- De bronzen palm laat zien dat men door de bevelhebber van het leger is vermeld.
- Vijf bronzen palmen worden maar alleen op het Oorlogskruis 1919 - 1945, vervangen door een zilveren palm.[17]

Vergulde palmen stammen uit de Tweede Wereldoorlog.
Uit deze regel blijkt dat alleen de hoogste officieren een eervolle vermelding konden laten opnemen in de Staatscourant. Zij moeten ook daadwerkelijk het bevel over een legermacht voeren. De Franse wet spreekt bij de marine over de volgende bevoegdheden:
- Een viceadmiraal tevens chef-staf van de marine, de minister van Marine, een viceadmiraal als bevelhebber van een eskader en de minister van Marine als hoofd van het departement voor het daar werkende en niet onder een militaire bevelhebber gestelde personeel kunnen een ondergeschikte eervol vermelden. Als teken daarvan wordt een bronzen palm op het lint vastgehecht.
- Een schout-bij-nacht, tevens bevelhebber van een eskader en vlagofficieren die aan het hoofd van een militair district, de "préfets maritimes", staan kunnen een van hun ondergeschikten eervol vermelden. Dan komt er een gouden, dat wil zeggen verguld zilveren, ster op het lint.
- Een schout-bij-nacht, tevens bevelhebber van een zelfstandig opererend eskader kan een dagorder en een zilveren ster bewerken.
- Een schout-bij-nacht, bevelhebber van een subaltern eskader en een kapitein-ter-zee die het commando op een groot oorlogsschip voert, een vlagofficier aan het hoofd van een strook kustverdediging kan iemand eervol laten vermelden. Dan komt op het lint een zilveren ster.
- Kapiteins-ter-zee der Eerste Klasse in hun hoedanigheid als bevelhebber van een oorlogsbodem of eenheid buiten het Ministerie van Marine en buiten de "métropole", waarmee Parijs zal zijn bedoeld, kan een eervolle vermelding tekenen die in een bronzen ster resulteert.

Voordrachten voor opname in dagorders worden aan een hogere officier zoals de militair bevelhebber in een kolonie of een binnen de hiërarchie van de strijdkrachten superieure officier voorgelegd. Bij de palmen is dat uiteraard niet mogelijk.
Uiteraard zullen de heldendaden en bijzondere moed van een luitenant vooral door de commandant van zijn regiment zijn opgemerkt. De luitenants dragen daarom vaak bronzen sterren. Het komt voor dat een soldaat of officier onder de aandacht van een zeer hoge generaal is gebracht, maar een palm is vaak, maar niet altijd, op het lint van het Croix de Guerre van een hoge officier zoals een kolonel te vinden.
Mem naaide de palmen en sterren op het lint waarbij een zekere vrijheid was gelaten aan de decorandus en zijn kleermaker. Soms is een palm in een scherpe hoek vastgemaakt, soms wijzen de bladeren naar rechts, soms naar links. De sterren zijn soms in geometrische patronen bevestigd.
Het recordaantal palmen op het Oorlogskruis 1914 - 1918 staat op naam van Kapitein-vlieger Georges Guynemer met vierentwintig palmen. Deze "Ace" schoot in de Eerste Wereldoorlog vierenvijftig Duitse vliegtuigen neer tijdens luchtgevechten. Zijn prestatie werd overtroffen door een kruis met maar liefst zevenentwintig palmen dat de borst van Pierre Clostermann D.S.O, D.F.C van de "Forces Aériennes Françaises Libres", de luchtmacht van de Vrije Fransen onder leiding van Charles de Gaulle, sierde. Beiden ontvingen het Croix de Guerre en de palmen voor evenzovele eervolle vermeldingen. Opvallend genoeg werden zij steeds door een maarschalk, minister of een generaal, bevelhebber van een leger, in een dagorder eervol vermeld. Zij dragen daarom geen sterren op hun lint. In een dergelijk geval werd het lint verlengd om ruimte te kunnen bieden aan zoveel palmen.
De baton werd eveneens met een palm versierd maar daarop was uiteraard geen ruimte voor zoveel palmen. Op hun kameraden moeten deze lange linten die van de revers tot de riem hingen een verpletterende indruk hebben gemaakt en de officieren werden ook vaak gefotografeerd door de Franse pers.
In de Tweede Wereldoorlog werd een dergelijk aantal palmen zelden gehaald. Men was zuiniger geworden met eervolle vermeldingen en vijf bronzen, later vergulde, palmen werden na 1943, tenminste bij de Vrije Fransen, door een zilveren palm vervangen. Linten van het Oorlogskruis 1940 - 1945 met meer dan acht eervolle vermeldingen in de vorm van twee palmen en drie sterren zijn zeldzaam.

### Vormgeving
Het bronzen kruis werd door Albert Bartholomé ontworpen en gegraveerd maar het lint was het geesteskind van Maurice Barrès. Hij was de kleinzoon van een officier die met Napoleon naar Moskou was getrokken en de kleuren van het lint, groen met vijf smalle rode strepen, herinneren aan de Sint-Helenamedaille van zijn grootvader.
In de Franse pers werd het winnende ontwerp zwaar bekritiseerd. Het zou te veel op het Duitse, meer specifiek het Pruisische, IJzeren Kruis lijken. Het IJzeren Kruis is van gezwart ijzer en hing in 1914 aan een zwart lint met witte streep langs de rand. De Franse regering legde de protesten, waaronder die van de verliezers van het concours die hun kans grepen en een nieuwe ronde van inzendingen voorstelden naast zich neer.
Het vierarmige bronzen kruis pattée, dat wil zeggen "met breder wordende armen", is 37 millimeter hoog. Op de voorzijde is het hoofd van "Marianne", het zinnebeeld van de Franse republiek met een Frygische muts en een lauwerkrans afgebeeld. Op de ring staat "REPUBLIQUE FRANCAISE".
Op de keerzijde staat in het medaillon "1914-1918". De eerste kruisen werden uitgereikt op een moment dat de oorlog nog een onbekend aantal maanden, of jaren, zou gaan duren. Zij bevatten de jaartallen "1914-1915". Zo zijn er ook kruisen met "1914-1916", "1914-1917 en uiteraard "1914-1918".
De onderscheiding werd als baton of miniatuur op rokkostuums gedragen. De Fransen zijn gewoon om hun onderscheidingen met gekleurd garen op de rand van de revers aan te geven. In januari 2008 waren er nog tien Franse veteranen van de "Grote Oorlog" in leven.
Het Oorlogskruis van 1915 heeft de vijf daaropvolgende Franse oorlogskruisen sterk beïnvloed. Men kan spreken van hetzelfde kruis, met kleine verschillen, aan andere linten. Ook het systeem van sterren en palmen bleef behouden.

#### Oorlogskruis voor Krijg buiten Frankrijk
Het Croix de Guerre des Théâtres d'Operétions Extérieurs is vrijwel gelijk aan et oudere Croix de Guerre. Verschillend is het opschrift op de keerzijde, daar staat "THÉÂTRES D’OPÉRATIONS EXTÉRIEURS" in het medaillon. Het lint is lichtblauw met twee rode strepen.
De bepalingen voor sterren en palmen op het lint wijken niet af van de regels voor het Croix de Guerre.

## Varianten

### Oorlogskruis 1939 - 1945
Op 1 september 1939 verklaarde Frankrijk de oorlog aan Duitsland. Het lag voor de hand dat er in de te verwachten strijd weer behoefte zou zijn aan een oorlogskruis en daarom werd op 26 september 1939 een "Croix de Guerre 1939" ingesteld. De wettelijke bepalingen waren gelijk aan die zoals zij voor het Croix de Guerre 1914 - 1918 hadden gegolden.
De Franse premier Édouard Daladier gelastte op 18 oktober 1939, nog geen twee maanden nadat Frankrijk Duitsland de oorlog had verklaard maar voordat er serieuze gevechten waren uitgebroken om in het vervolg alleen militairen die werkelijk aan het front waren geweest en zich heldhaftig hadden gedragen met het Croix de Guerre te onderscheiden. In de instructie sprak de premier van "misbruik", het leek erop dat men elkaar voor ging dragen om zo het ego te strelen. Zelfs in 1940 waren er nog commandanten die, na een nederlaag, een gevecht verzonnen om zo voor een Croix de Guerre in aanmerking te komen.
Op 11 november 1940 stelde Pierre Héricourt voor om het verlenen van Oorlogskruisen en het vermelden in dagorders af te laten hangen van een ereraad. Deze zou bestaan uit officieren en oud-strijders en zou beoordelen of er werkelijk sprake was van de verleningsgronden dapperheid en heldendaad. De voorgestelde ereraad werd ook ingesteld en stelde voor om het in 1939 ingestelde kruis te schrappen en te vervangen door een nieuwe onderscheiding.
Frankrijk bezat op dat moment twee regeringen; de regering van Pétain die zich in het onbezette deel van Frankrijk had gevestigd en in Vichy resideerde en de regering van de beweging der "Vrije Fransen" onder leiding van Generaal de Gaulle in Londen.
De Vichy-regering stelde op 28 maart 1941 een eigen Croix de Guerre in dat als "Croix de Guerre de Vichy" de geschiedenis is ingegaan. De collaborerende regering verbood het dragen van het Croix de Guerre 1939 na de eerste juli 1941 en liet een ereraad beoordelen of de dagorders en verleningen tijdens de slag om Frankrijk terecht waren geweest.
Op 7 januari 1944 verbood de Franse regering in Londen op haar beurt het kruis van Vichy. Met terugwerkende kracht werd vastgesteld dat er maar één Croix de Guerre was, dat was het op 26 september 1939 door de wettige Franse regering ingestelde kruis. De drie oorlogskruisen van het Vichy-regime, generaal Giraud en het Vrijwilligerslegioen werden na de bevrijding van Parijs in 1944 op hun beurt verboden.
Generaal De Gaulle heeft in Londen op 30 september 1943 een verguld zilveren (Frans: "vermeil") palm voor eervolle vermeldingen gesticht. Deze palm wordt op het lint van het Croix de Guerre 1939 gedragen.
Alle oorlogsinvaliden werden met een Legioen van Eer of een Medaille Militaire geëerd. Hun wettelijke erkenning als oorlogsinvalide werd als een vermelding in een dagorder gezien zodat zij allen ook het Croix de Guerre kregen. De onderscheiding werd ook aan 1585 steden en dorpen verleend. Steun aan het verzet en verwoestingen door oorlogsgeweld deden gemeenten voor het kruis in aanmerking komen.
Anders dan het Croix de Guerre 1914 - 1918, dat na 1921 niet meer werd verleend, werd het kruis voor de Tweede Wereldoorlog nog jarenlang toegekend. In 1954 kregen ook tal van Fransen die voor verdiensten in oorlogstijd een door een op schrift gestelde beschrijving van de omstandigheden die tot verlening van die onderscheiding hadden geleid begeleidde buitenlandse onderscheiding hadden gekregen alsnog een Croix de Guerre. Voor hen die in vreemde legers dienden en voor daden die al een Franse eervolle vermelding hadden gekregen gold deze regeling niet.
Op 1 augustus 1956 kwam er een einde aan de benoemingen. Voor politiek vervolgden een dwangarbeiders die een Medaille voor de Weggevoerden (Frans "Médaille des Évades") met een eervolle vermelding kregen werd een uitzondering gemaakt die al snel ook voor de veteranen van Bir Hakeim waar 3000 Vrije Fransen en een bataljon joodse vrijwilligers onder leiding van Franse generaal Pierre Koenig op 26 mei 1942 het Afrikakorps afsloegen ging gelden. Op verzoek kregen de veteranen van deze slag ook na 1956 een Croix de Guerre.
Er werden ongeveer 250 000 kruisen uitgereikt voor evenzovele eervolle vermeldingen. Wanneer een commandant een eervolle vermelding had gemaakt en daarop geen homologatie en toekenning van een Croix Militaire was gevolgd, bestond ook veel later nog de mogelijkheid om met behulp van diploma's en authentieke documenten een kruis te verwerven. Albert Béla Haas kreeg het oorlogskruis met de palm toegekend voor zijn verrichtingen in de Duitse concentratiekampen en in het Franse verzet.
Ten minste vijf Nederlanders droegen het Franse Oorlogskruis 1940 - 1945:
prins Bernhard der Nederlanden (kruis met palm), , Brigadier Reukers van de Gemeentepolitie Eindhoven, die in december 1951 werd onderscheiden met het Oorlogskruis 1939-1945 met bronzen ster wegens het verlenen van hulp aan talrijke Franse en geallieerde krijgsgevangenen die waren ontsnapt uit Duitse krijgsgevangenenkampen., Mevr. Bus-Westrus wonende te Staphorst vanwege steun aan de Franse Parachutisten tijdens de Operatie Amherst in April 1945 in Noord Nederland, Dhr P.A.Knabben te Roermond vanwege het verlenen van diensten (tolk) op de smokkelroute Nederland-Noord Frankrijk, kruis met palm, Dhr. J.P.W. Arkesteijn, als lid van het Commando d’Accompagnement van de Commandos d’Afrique, onderscheiden met het Oorlogskruis met zilveren ster voor zijn optreden tijdens de gevechten in Cernay op 3 januari 1945.

### Oorlogskruis voor Krijg buiten Frankrijk
Het "Croix de Guerre des Théâtres Opérationnels Extérieurs", om voor de hand liggende redenen vaak het "Croix T.O.E." genoemd, werd op 30 april 1921 ingesteld. Het Croix de Guerre werd alleen in Frankrijk toegekend en in de eerste jaren na de wapenstilstand waarmee er een einde kwam aan de Eerste Wereldoorlog vochten Franse troepen over de gehele wereld in koloniale en andere conflicten.
De Médaille Coloniale schoot tekort wanneer het om het decoreren van in dagorders genoemde militairen ging en er was behoefte aan een dapperheidsonderscheiding naast de Medaille Militaire en het Legioen van Eer.
Op 20 juli 1920 werd een wetsvoorstel strekkende tot instelling van een "Oorlogskruis voor Gevechten in Buitengebieden", de vertaling van "Théâtres Opérationnels Extérieurs" in het Nederlands is lastig, ingediend. Het in 1915 gestichte Croix de Guerre was het voorbeeld en heldendom en vermeldingen in dagorders waren ook hier de reden om het kruis toe te kennen. Men heeft vastgelegd dat dat met terugwerkende kracht tot 11 november 1918 het geval zou zijn.
De decoratie werd vaak toegekend want er waren tal van conflicten binnen en buiten het uitgestrekte Franse koloniale rijk. Gebieden waar het kruis werd toegekend zijn:
- Het Midden-Oosten tussen 1918 en 1920
- Marokko in 1918
- Frans-Equatoriaal-Afrika in 1919
- West-Afrika tussen 1918 en 1921
- Indochina tussen 1918 en 1921
- Militaire expedities in Estland, Letland, Litouwen, Silezië, Polen, Tsjecho-Slowakije, Rusland, de Kaukasus, Siberië, Hongarije en Roemenië. In al deze gebieden probeerden Franse troepen in de jaren na 1918 communistische opstanden te onderdrukken en nakoming van de bepalingen van het verdrag van Versailles af te dwingen.
- Indochina tussen 1945 en 1954
- Madagaskar in 1947
- Korea van 1950 tot 1953. In de Korea-oorlog vochten de Fransen en tal van andere landen met een VN-mandaat tegen communistische agressie.
- Egypte tussen 30 oktober 1956 en 31 december 1951. In de Suezcrisis probeerden Franse, Engelse en Israëlische troepen Nasser te verslaan.
- De Perzische Golf tussen 17 januari 1991 en 5 mei 1992. Dit was de Eerste Golfoorlog. Vijftienduizend Fransen waaronder tal van Legionairs vochten om Koeweit te bevrijden.
- In Joegoslavië en met name in Kosovo tussen 24 maart 1999 en 21 juni 1999.

De langdurige burgeroorlog in Algerije leverde geen benoemingen en decoraties met het Croix de Guerre des Théâtres Opérationnels Extérieurs op. Algerije was in de ogen van de regering in Parijs Frans grondgebied en niet "exterieur" wat de Franse koloniën kennelijk wél waren. Militairen in Algerije kregen in plaats van het Croix de Guerre des Théâtres Opérationnels Extérieurs het in 1956 ingestelde Kruis voor Militaire Verdienste, het zogenaamde ("Croix de la valeur militaire"). Pas in 1999 erkende Frankrijk dat het in Algerije een oorlog heeft gevoerd. Dit late inzicht heeft voor de onderscheidingen geen gevolgen gehad.
Het Croix de la valeur militaire werd in tal van conflicten gebruikt en draagt palmen en sterren als bij het Croix de Guerre. Men kan het dan ook als een echt Oorlogskruis, dat zou dan het zevende zijn, beschouwen.
De gevechten die het Franse leger en het Vreemdelingenlegioen sindsdien in Tunesië, Marokko, Mauritanië, Tsjaad, Zaïre, Libanon, Somalië, Rwanda, Joegoslavië en Haïti voerden leverden immers eervolle vermeldingen op.
De in de wet vastgelegde eisen en bepalingen zijn gelijk aan die van het Croix de Guerre in 1915 maar in 1955 werd bepaald dat ook de in eervolle vermeldingen genoemde soldaten van de landen in de kortlevende Franse Unie, een overgangsfase tijdens de snelle naoorlogse dekolonisatie van het reusachtige Franse koloniale rijk dat zich over vijf werelddelen uitstrekte, voor het kruis T.O.E. in aanmerking kwamen.
Behalve aan 140 eenheden en scheepsbemanning werd het kruis 140 maal als vaandeldecoratie verleend, in al deze gevallen mocht men dus fourragères, ze zijn rood met lichtblauw, dragen.

### Oorlogskruis van Vichy
Frankrijk was in mei 1940 verpletterend verslagen. Op 10 juli 1940 stemde het Franse parlement voor opheffing van de Derde Republiek, en de volgende dag benoemde het Maarschalk Pétain tot staatshoofd met de bevoegdheid een nieuwe grondwet te schrijven. Die stelde het parlement buiten werking en gaf zichzelf vrijwel dictatoriale bevoegdheden. De regering was reactionair en werd steeds meer pro-Duits en antsemitisch. De aan Pétain getrouwe Fransen verzetten zich tegen Britse en Vrij-Franse aanvallen in de koloniën maar deze vielen een voor een in geallieerde handen. Er werden dus tal van gevechten, zoals bij Dakar, geleverd.
Deze Vichy-regering stelde daarom op 28 maart 1941 een eigen Croix de Guerre in dat als "Croix de Guerre de Vichy" de geschiedenis is ingegaan. Vichy-Frankrijk was officieel neutraal maar zij werd door Engeland als een bondgenoot van Duitsland behandeld. De collaborerende regering verbood het dragen van het Croix de Guerre 1939 na de eerste juli 1941 en liet een ereraad beoordelen of de dagorders en verleningen tijdens de slag om Frankrijk terecht waren geweest.
Het kruis was gelijk aan het oude oorlogskruis maar het draagt de jaartallen 1939 - 1940. Het lint is groen met zeven smalle zwarte strepen. Dat was de kleur van de "médaille commémorative de la guerre 1870-1871", de vorige totale nederlaag tegen Duitsland. Men kan er rouw, hoop en de kleur van het door Duitsland geannexeerde Lotharingen in herkennen.
Er zijn verschillende uitvoeringen bekend. Het tweede jaartal op de keerzijde kan 1941, 1942, 1943 of 1944 zijn. Op dat laatste model is Marianne vervangen door een ander symbool; een "francisque" met het randschrift "ETAT FRANÇAIS". De francisque is een aan de fascistische Italiaanse Fasces herinnerend motief dat uit twee samengebonden bijlen bestaat.
Op 7 januari 1944 verbood de Franse "regering" in Londen op haar beurt het kruis van Vichy. Met terugwerkende kracht werd in 1944 vastgesteld dat er maar één Croix de Guerre was, dat was het op 26 september 1939 door de wettige Franse regering ingestelde kruis. De drie oorlogskruisen van het Vichy-regime, Generaal Giraud en het Vrijwilligerslegioen werden na de bevrijding van Parijs in 1944 allen ontbonden en het dragen ervan werd streng verboden.
De eervolle vermeldingen ten tijde van het Vichy regime werden niet doorgehaald.

### Oorlogskruis van Londen
De winnaar van de oorlog schrijft de geschiedenis en bepaalt ook de wet. Daarom is het kruis dat Generaal De Gaulle in de laatste maanden van 1942 in Londen liet maken met terugwerkende kracht altijd het Croix de Guerre 1940 - 1945 geweest. De generaal heeft zich aan de wet van 1939 gehouden maar er zijn twee bijzonderheden te vermelden; het jaartal op de keerzijde ontbreekt en er zijn sinds 30 september 1943 vergulde palmen voor een vermelding in een dagorder ingesteld.
Het lint is gelijk aan het in 1939 voorgeschreven groene lint met de vier brede rode strepen en ook het kruis is een goede kopie van het in Frankrijk geslagen kruis.

### Oorlogskruis Giraud
Het Oorlogskruis van generaal Henri Giraud, het "Croix de Guerre Giraud" of "Croix de Guerre d’Alger" was een variant van het Croix de Guerre van 1939. Het kruis werd op 16 maart 1943 door Giraud, gezamenlijke voorzitter (met De Gaulle) van het Comité van Nationale Bevrijding en als "King Pin" de Franse favoriet van de Amerikanen die niets van de Gaulle wilden weten, ingesteld om heldendaden en eervolle vermeldingen tijdens gevechten in Tunesië te kunnen belonen. Het ging om eervolle vermeldingen van na 20 november 1942. Er werden bijna duizend kruisen uitgereikt. Er zijn kruisen met een palm en een ster op het lint bekend.
Het kruis is vrijwel gelijk aan het Croix de Guerre van 1939 dat door Pétain in 1941 was verboden maar dat in de ogen van de Vrije Fransen en hun leider Generaal De Gaulle het enige wettige Oorlogskruis was. Het verschilde daarvan door de twee gekruiste vlaggen, afgekeken van de keerzijde van het Legioen van Eer, die op de voorzijde van het kruis het hoofd van Marianne vervingen. Op de keerzijde verving het jaartal "1943" het jaartal "1939".
Het lint is geïmproviseerd; er zijn verschillende, vaak slordig gemaakte linten met afwijkende kleuren, bekend die min of meer met de linten van 1915 of 1939 overeenkomen. Andere linten zijn rood met vier fletse blauwe strepen en rood met zwarte strepen.
Op 7 januari 1944 werd het dragen van het kruis verboden.
De eervolle vermeldingen door generaal Giraud werden niet doorgehaald.

### Oorlogkruis voor het Franse Vrijwilligerslegioen
Het Oorlogkruis voor het Franse Vrijwilligerslegioen, het "la Légion des volontaires français contre le bolchevisme", niet te verwarren met het beroemde Vreemdelingenlegioen, werd het "Croix de Guerre des Volontaires Français" of "Croix de Guerre L.V.F." genoem, ingesteld op 16 januari 1942 en opgeheven op 7 januari 1944.
Het is een onderscheiding van Vichy-Frankrijk voor de Franse vrijwilligers die aan het oostfront zij aan zij met de Duitse Wehrmacht vochten. Er zijn ongeveer 400 kruisen verleend
Het kruis wijkt af van de vier eerder ingestelde oorlogskruisen omdat de gekruiste zwaarden ontbreken en een lauwerkrans op het kruis is gelegd. Het centrale medaillon toont een adelaar met gespreide vleugels en vier bliksemschichten. Op de borst houdt de vogel een wapenschild met het woord "FRANCE". Op de keerzijde staat in het medaillon "CROIX DE GUERRE LÉGIONNAIRE". Het lint is groen met brede zwarte biezen en zeven smalle zwarte strepen.
In 1944 werd het dragen van deze onderscheiding strafbaar gesteld.

## Vergelijkbare onderscheidingen
Het Kruis voor Militaire Heldhaftigheid dat voor moed tijdens de gevechten in Algerije werd ingesteld is in rang gelijk aan het Croix de guerre en wordt met dezelfde sterren en palmen uitgereikt.

## Fotogalerij

### 1914 - 1918

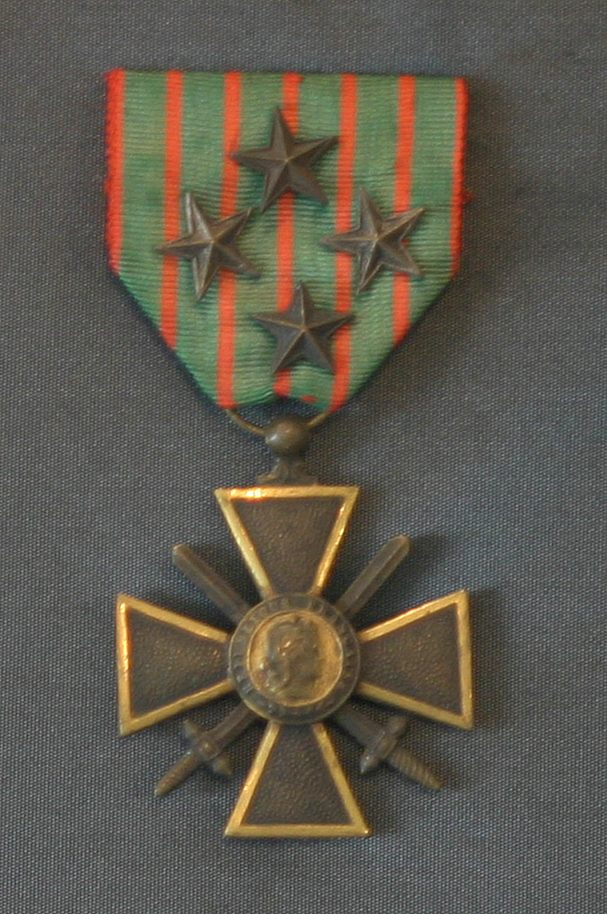
Oorlogskruis met vier sterren
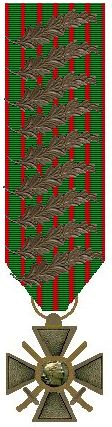
Een verlengd lint met negen palmen
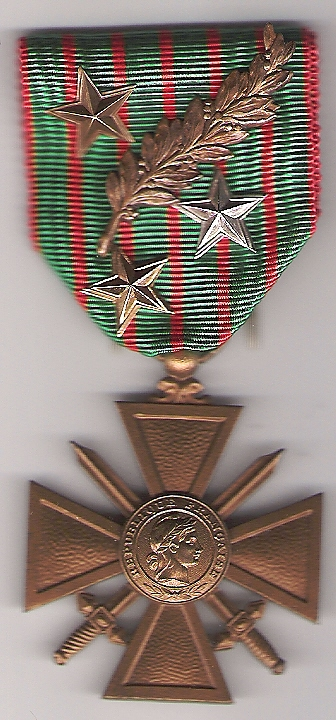
Oorlogskruis van kolonel Brébant met palm en drie sterren.
Wapen van Leuven met een Frans Croix de Guerre
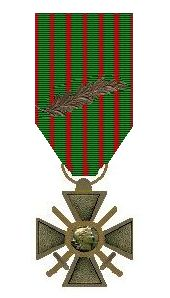
Kruis van Milan Rastislav Štefánik
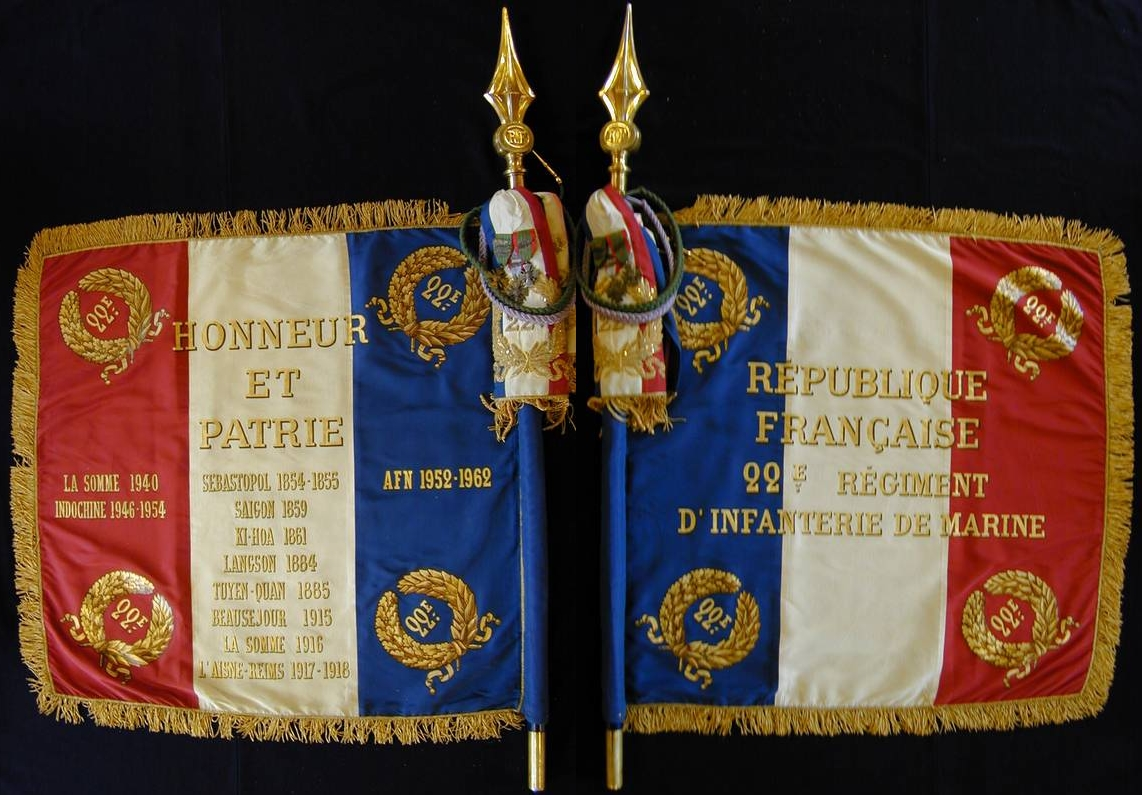
Drie oorlogskruisen op een vaandel

### 1939 - 1945

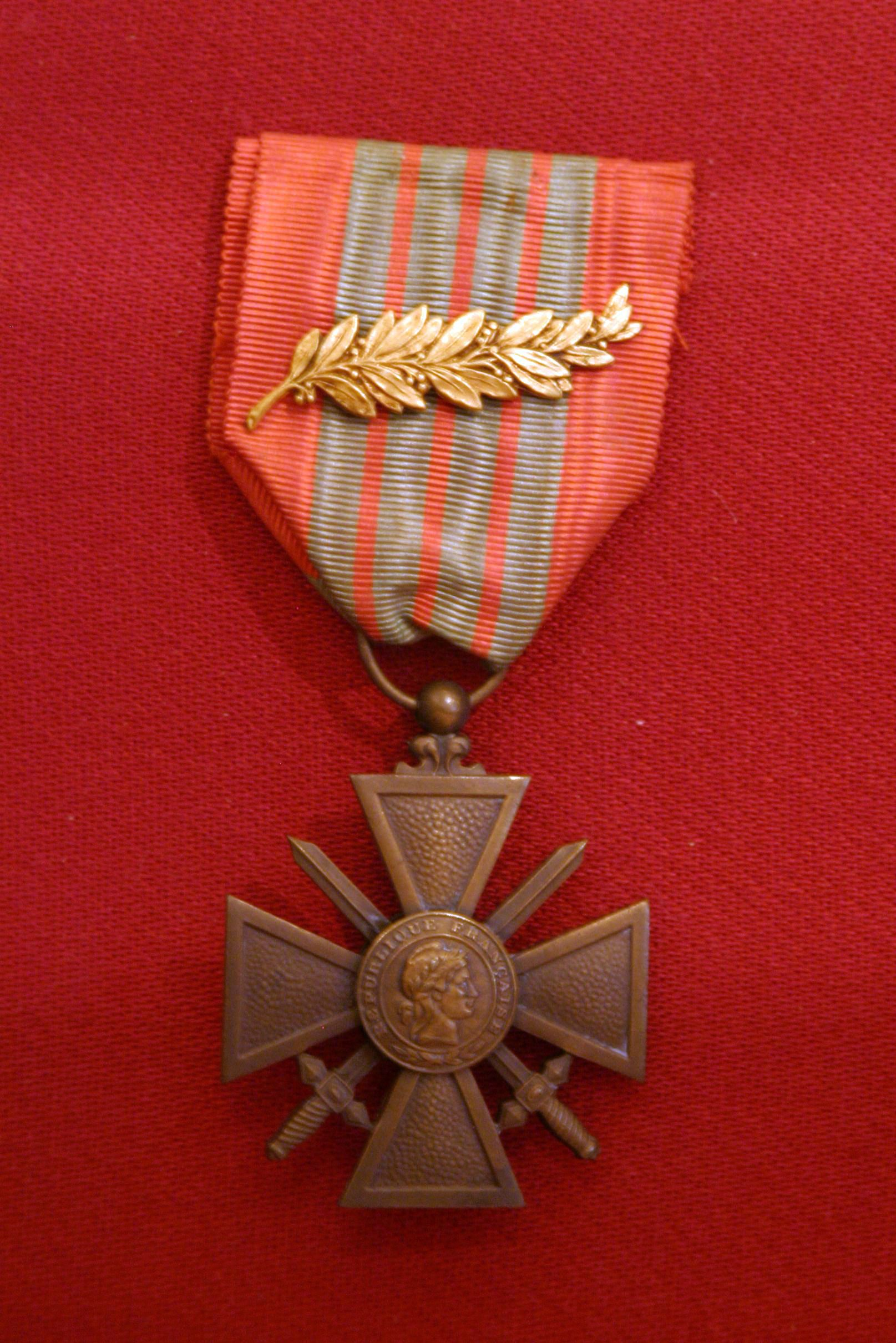
Oorlogskruis 1940- 1945
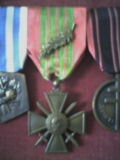
Oorlogskruis 1939 - 1945 tussen andere onderscheidingen
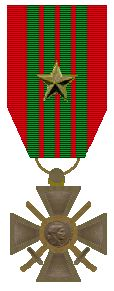
Croix de Guerre 1940 - 1945
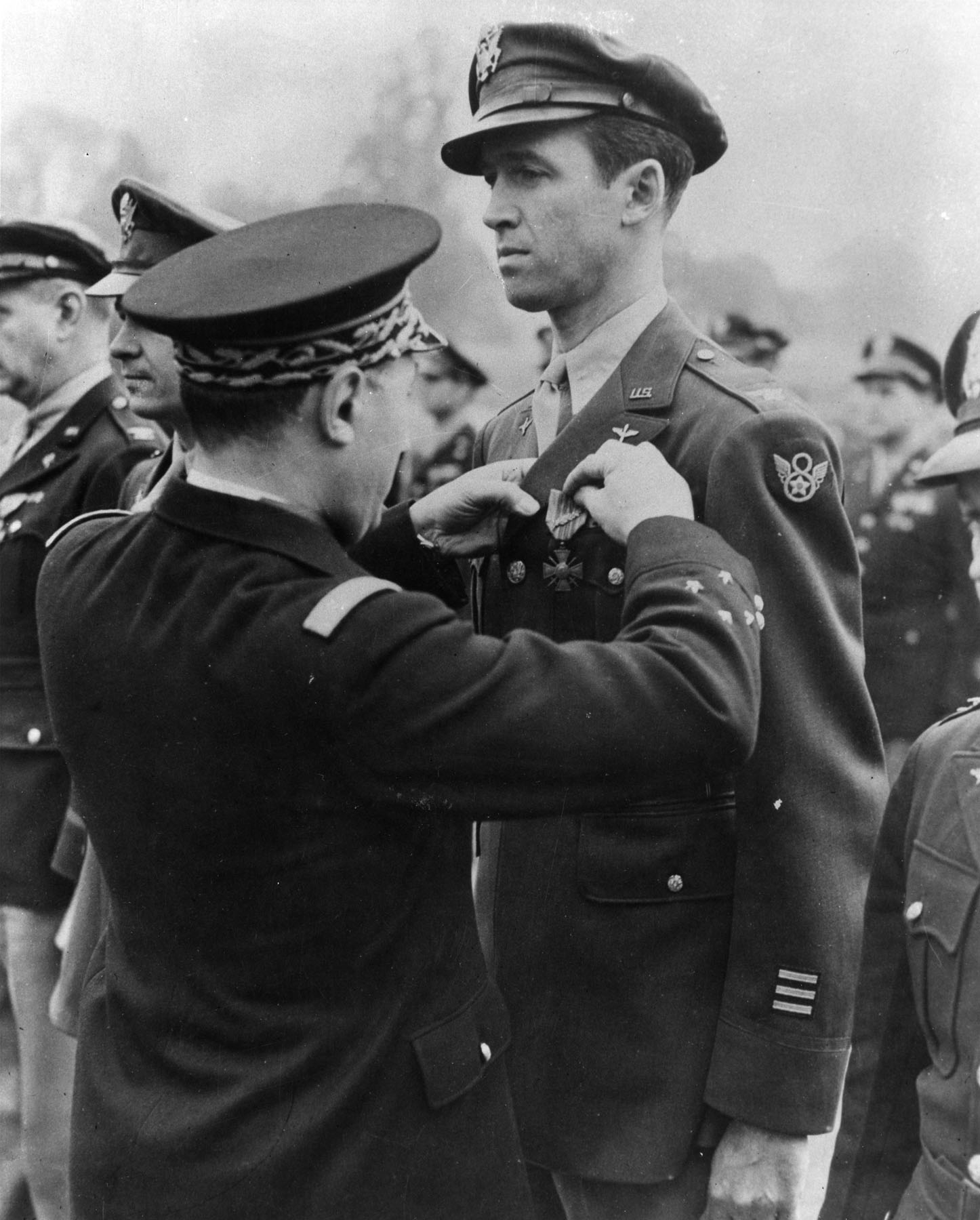
Kolonel James Stewart wordt gedecoreerd met het Oorlogskruis.
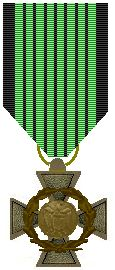
Het Oorlogskruis voor oostfrontstrijders.
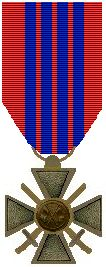
Kruis van Giraud.
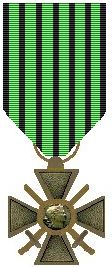
Oorlogskruis van de Vichy-regering.
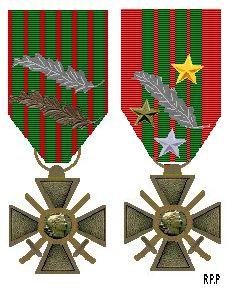
Oorlogskruis 1914 - 1918 met zes eervolle vermeldingen en Oorlogskruis 1939 - 1945 met acht eervolle vermeldingen zoals gedragen door Kolonel Brébant. Een zilveren palm staat voor vijf vermeldingen.
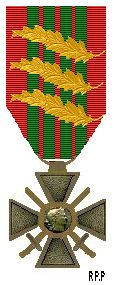
Oorlogskruis uit Londen met drie palmen in vermeil

### Croix de Guerre des Théâtres d’Opérations Extérieurs

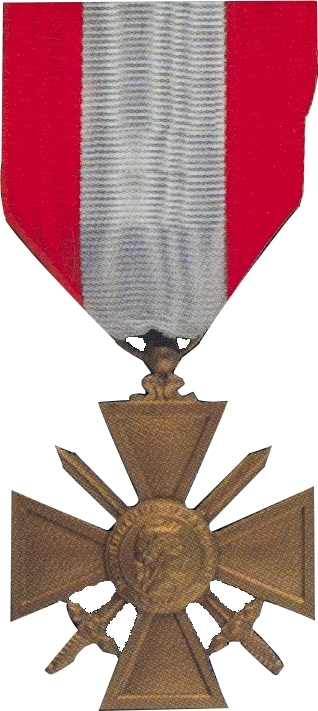
Oorlogskruis voor koloniale oorlogen